# Naturpark Teutoburger Wald/Eggegebirge
Naturpark Teutoburger Wald/Eggegebirge is een natuurpark in Noordrijn-Westfalen, Duitsland. Het werd in 1965 als natuurgebied ingericht, en is met 2736 vierkante kilometer oppervlak het op vijf na grootste natuurgebied in Duitsland. De Velmerstot is het hoogste punt van het gebied. Het Teutoburgerwoud is onderdeel van het natuurgebied.